# Patrizia Terzoni
Patrizia Terzoni (Fabriano, 5 ottobre 1982) è una politica italiana, deputata alla Camera nella XVII e XVIII legislatura della Repubblica Italiana, eletta con il Movimento 5 Stelle per poi seguire la scissione di Luigi Di Maio in Insieme per il futuro nel 2022.

## Biografia
Nata il 5 ottobre 1982 a Fabriano, in provincia di Ancona, dove tuttora vive, si è diplomata all’Istituto Tecnico Agrario Statale e laureata in ingegneria civile e ambientale presso l'Università degli Studi di Perugia, svolgendo la tesi di laurea presso il laboratorio di ricerca e sviluppo dell'Ariston Thermo Group, dove ha continuato a svolgere il ruolo di tecnico di laboratorio nel settore della ricerca e sviluppo di prodotti ad energia rinnovabile ed alta efficienza energetica fino al 2013.
Alle elezioni politiche del 2013 viene candidata alla Camera dei deputati, tra le liste del Movimento 5 Stelle (M5S) nella circoscrizione Marche, ed eletta deputata. Nella XVII legislatura della Repubblica è stata componente, capogruppo per il M5S durante il 2016 e segretaria, dal 7 maggio 2013 al 20 luglio 2015, della 8ª Commissione Ambiente, Territorio e Lavori pubblici.
Alle elezioni politiche del 2018 viene ricandidata alla Camera nel collegio uninominale di Ancona, sostenuta dal Movimento 5 Stelle, dove viene rieletta deputata con il 35,24% dei voti contro i candidati del centro-destra Laura Schiavo (28,94%) e del centro-sinistra, in quota PD, Emanuele Lodolini (27,66%). Nel corso della XVIII legislatura è stata componente e, dal 21 giugno 2018 al 28 luglio 2020, vicepresidente dell'8ª Commissione Ambiente, Territorio e Lavori pubblici, oltre che membro, anche se brevemente, della 10ª Commissione Attività Produttive, Commercio e Turismo.
Il 21 giugno 2022 segue la scissione di Luigi Di Maio dal Movimento 5 Stelle, a seguito dei contrasti tra lui e il presidente del M5S Giuseppe Conte, per aderire a Insieme per il futuro (Ipf).
Alle elezioni politiche anticipate del 25 settembre 2022 viene ricandidata alla Camera per la lista elettorale di Ipf Impegno Civico-Centro Democratico (IC-CD), nel collegio plurinominale Marche - 01 come capolista e nel collegio plurinominale Veneto 2 - 01 in seconda posizione, nonostante all'abbandono del M5S dichiarò che le ragioni non risiedevano in una sua ricandidatura. Tuttavia, nonostante avesse coordinato personalmente la campagna elettorale nelle Marche, non risulterà eletta per via del risultato pessimo a livello nazionale di IC-CD.
Ad Ottobre 2022, allo scadere del mandato parlamentare, rientra subito nell'azienda Ariston Group, dove era in aspettativa politica, con la funzione di Public Affairs.
Attualmente non risulta iscritta a nessun partito politico.

## Vita privata
Ad aprile 2017 diventa madre di una bambina: Matilde, avuta insieme al compagno Andrea. Ad agosto 2022, in piena campagna elettorale per le elezioni politiche anticipate del 25 settembre 2022 da alla luce il suo secondo figlio: Enea, avuto sempre con il compagno Andrea.